# Ювенес-Догана
«Ювенес-Догана» (італ. A.C. Juvenes/Dogana) — сан-маринський футбольний клуб зі Серравалле, що виник 2000 року внаслідок об'єднання клубів «Ювенес»  та «Догана». До 2007 року «Ювенес-Догана» був єдиним клубом Сан-Марино, що брав участь одночасно у місцевому чемпіонаті і в аматорській лізі Італії.

## Досягнення
Володар Кубка Сан-Марино:
- як Ювенес (5): 1965, 1968, 1976, 1978, 1984
- як Догана (2): 1977, 1979
- як Ювенес-Догана (2): 2009, 2011